# Campionati europei di nuoto 2012 - 1500 metri stile libero femminili
La gara dei 1500 metri stile libero femminili degli Europei 2012 si è svolta il 25 e 26 maggio 2012 e vi hanno partecipato 10 atlete. Le batterie si sono svolte il 25 e la finale nel pomeriggio del giorno successivo.

## Podio
| Pos.    | Atleta                  | Nazione  |
| ------- | ----------------------- | -------- |
| Oro     | Mireia Belmonte García  | Spagna   |
| Argento | Éva Risztov             | Ungheria |
| Bronzo  | Erika Villaécija García | Spagna   |

## Record
Prima della manifestazione il record del mondo (RM), il record europeo (EU) e il record dei campionati (RC) erano i seguenti.
| Record mondiale       | 15'24"54 | Kate Ziegler     | 17 giugno 2007 Mission Viejo |
| Record europeo        | 15'44"93 | Alessia Filippi  | 28 luglio 2009 Roma          |
| Record dei campionati | 15'58"54 | Flavia Rigamonti | 23 marzo 2008 Eindhoven      |

## Risultati

### Batterie
| Pos. | Atleta                  | Nazionalità   | Tempo    | Batteria | Corsia | Note |
| ---- | ----------------------- | ------------- | -------- | -------- | ------ | ---- |
| 1    | Mireia Belmonte García  | Spagna        | 16'21"60 | 2        | 7      | Q    |
| 2    | Erika Villaécija García | Spagna        | 16'32"69 | 2        | 4      | Q    |
| 3    | Éva Risztov             | Ungheria      | 16'33"56 | 1        | 4      | Q    |
| 4    | Camelia Potec           | Romania       | 16'35"46 | 2        | 5      | Q    |
| 5    | Julia Hassler           | Liechtenstein | 16'37"75 | 1        | 3      | Q    |
| 6    | Marianna Lymperta       | Grecia        | 16'47"02 | 1        | 5      | Q    |
| 7    | Donata Kilijanska       | Polonia       | 16'55"08 | 1        | 6      | Q    |
| 8    | Theodora Giareni        | Grecia        | 17'06"85 | 2        | 2      | Q    |
| 9    | Nina Dittrich           | Austria       | 17'08"49 | 2        | 6      |      |
| 10   | Iryna Glavnyk           | Ucraina       | 17'16"21 | 1        | 7      |      |
| -    | Nuala Murphy            | Irlanda       | -        | 1        | 2      | DNS  |
| -    | Martina Grimaldi        | Italia        | -        | 2        | 3      | DNS  |

### Finale
| Pos.    | Atleta                  | Nazionalità   | Tempo    | Corsia | Note |
| ------- | ----------------------- | ------------- | -------- | ------ | ---- |
| Oro     | Mireia Belmonte García  | Spagna        | 16'05"34 | 4      |      |
| Argento | Éva Risztov             | Ungheria      | 16'10"04 | 3      |      |
| Bronzo  | Erika Villaécija García | Spagna        | 16'15"85 | 5      |      |
| 4       | Camelia Potec           | Romania       | 16'17"88 | 6      |      |
| 5       | Julia Hassler           | Liechtenstein | 16'31"66 | 2      |      |
| 6       | Marianna Lymperta       | Grecia        | 16'36"97 | 7      |      |
| 7       | Theodora Giareni        | Grecia        | 17'01"57 | 8      |      |
| 8       | Donata Kilijanska       | Polonia       | 17'08"61 | 1      |      |